# Vršičpass
Der Vršičpass (və͡ɾˈʃiːt͡ʃ; italienisch: Passo della Moistrocca, deutsch: Werschitz- oder Werschetzpass) ist mit einer Höhe von 1611 m. i. J. der höchste für den allgemeinen Kraftverkehr befahrbare Gebirgspass Sloweniens und stellt die Verbindung zwischen Kranjska Gora und dem Dorf Trenta im Soča-Tal her. Der Pass bildet die Wasserscheide für Soča (Südverlauf) und Save (Nordverlauf) und damit zwischen dem Schwarzen und dem Adriatischen Meer.

## Geschichte und Verkehr
Die fünfzig Haarnadelkurven bestehen im nördlichen Teil der Passstraße teilweise aus Kopfsteinpflaster. Die Wintersperre beginnt typisch Ende Oktober und endet Anfang Mai. Konkrete Straßenverhältnisse ergeben eventuell andere Sperrzeiten.

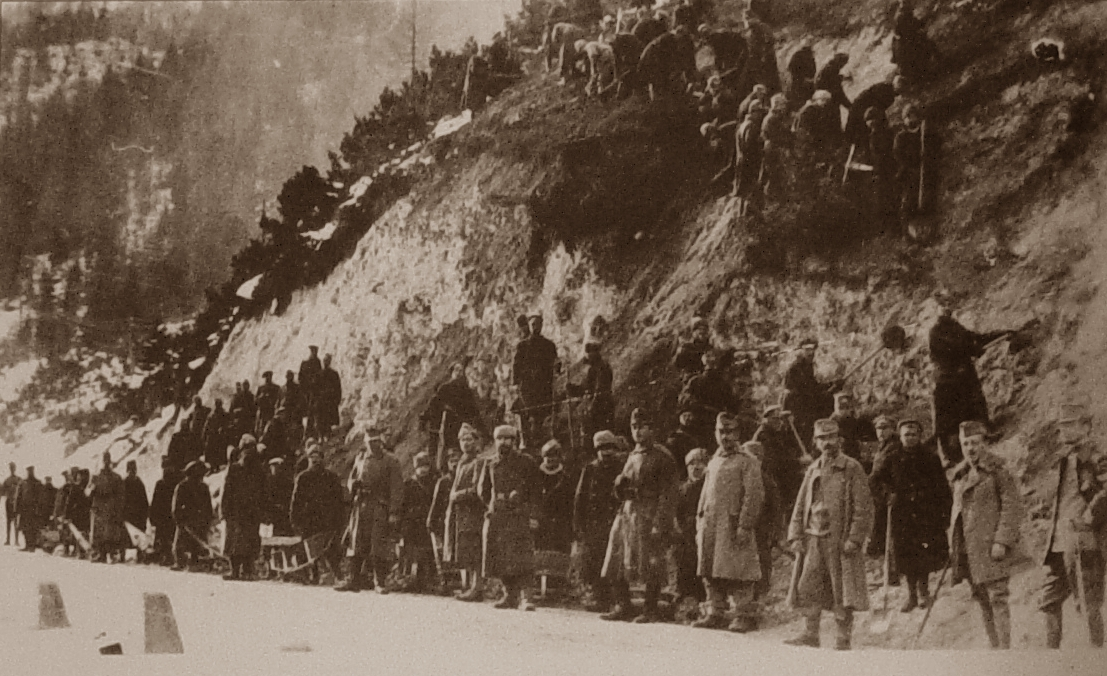
Russische Kriegsgefangene beim Bau der Passstraße während des Ersten Weltkrieges

Die Passstraße wurde in den Jahren 1915–1916 als Militärstraße für Österreich-Ungarn ins Isonzo-Tal (vgl. Isonzo-Schlachten) von russischen Kriegsgefangenen gebaut. Über 400 von ihnen kamen allein bei einem Lawinenabgang im März 1916 um. Auf der Nordseite auf etwa 1200 m Seehöhe erinnert die von diesen Russen gebaute Russische Kapelle (Ruska kapelica) an die Opfer. Die Straße wurde in der zweiten Jahreshälfte 1915 eröffnet und als Erzherzog-Eugen-Straße benannt. Über diese Straße erfolgte ein Großteil des Nachschubs für die große Offensive von Österreich-Ungarn und Deutschland in der Zwölften Isonzoschlacht. Der heutige Verlauf folgt nur noch teilweise der ursprünglichen Trasse; die Südseite ist größtenteils neu angelegt.

## Alpinismus
Der Pass ist Ausgangspunkt für zahlreiche Bergtouren in die Julischen Alpen. Auch berührt der Alpe Adria Trail den Pass. Touristisch sind vor allem folgende Routen im Zusammenhang mit dem Vršičpass bekannt:
- Klettersteigtour von der Passhöhe auf die Mala Mojstrovka: Der Gipfel der Mala Mojstrovka (2332 m. i. J.) ist über den Nordwand-Klettersteig erreichbar (Schwierigkeit: C). Die Gesamtdauer der Tour beträgt 4:30 Stunden.[5]
- Klettersteigtour von der Passhöhe auf den Prisojnik: Der Gipfel des Prisojnik (2547 m. i. J.) ist über den Nordwand-Klettersteig erreichbar (Schwierigkeit: C/D). Die Gesamtdauer der Tour beträgt 6 Stunden.[5]
- Skitour von der Passhöhe auf die Mala Mojstrovka[6]
- Wanderung von der Passhöhe zur Hütte Postarski Dom: Von der Passhöhe geht es an der Berghütte Tičarjev Dom (1620 m. i. J.) vorbei. Nach einem Fußweg von etwa 15 bis 20 Minuten erreicht man die Hütte Postarski Dom (1688 m. i. J.). Von dort hat man einen eindrucksvollen Blick auf die Südseite des Prisojnik.
- Wanderung von Kranjska Gora zur Passhöhe des Vršičpasses: Diese Route dauert etwa 3:30 Stunden (einfache Strecke).

## Bildergalerie

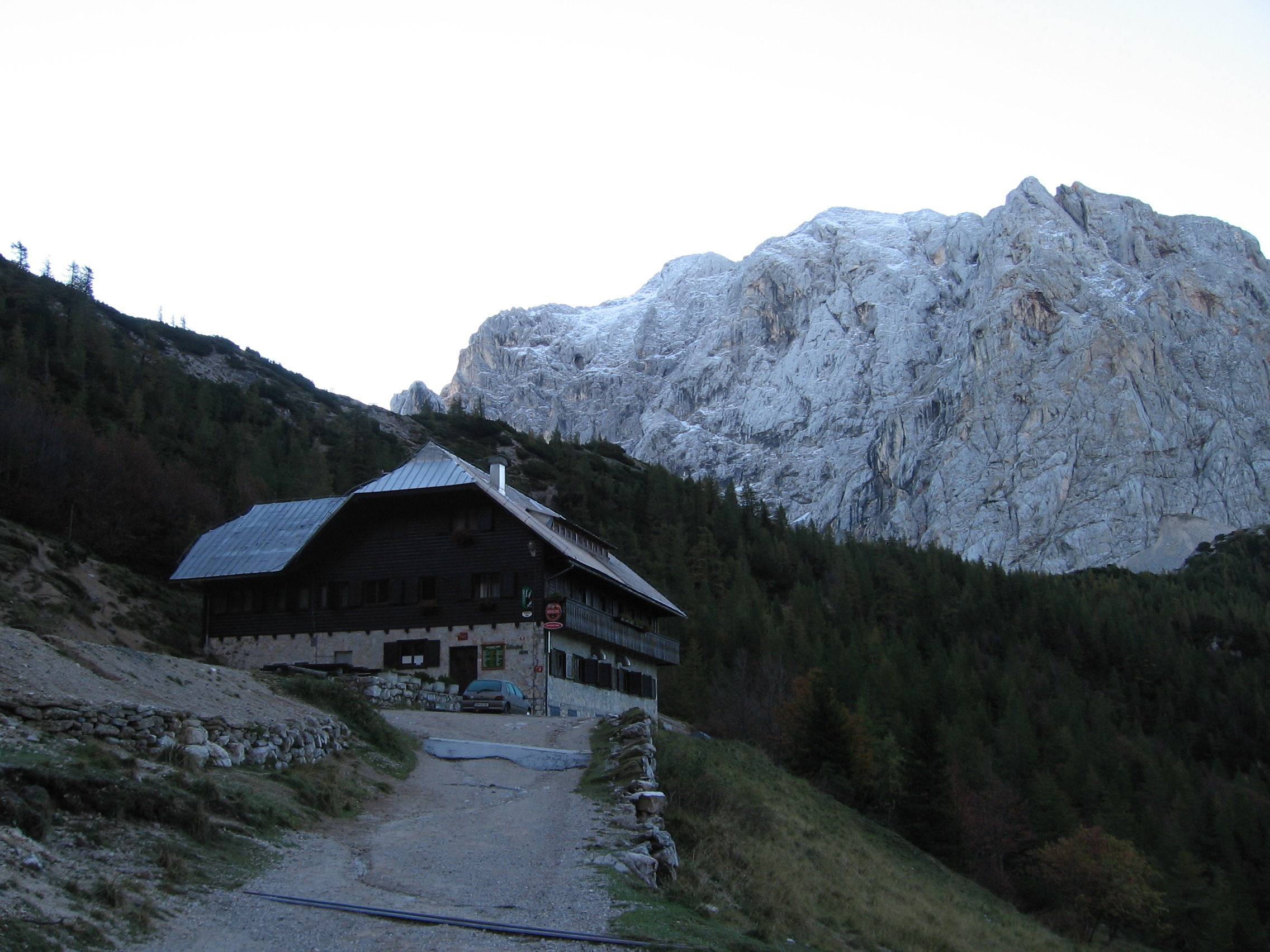
Tičarjev Dom südlich des Passes
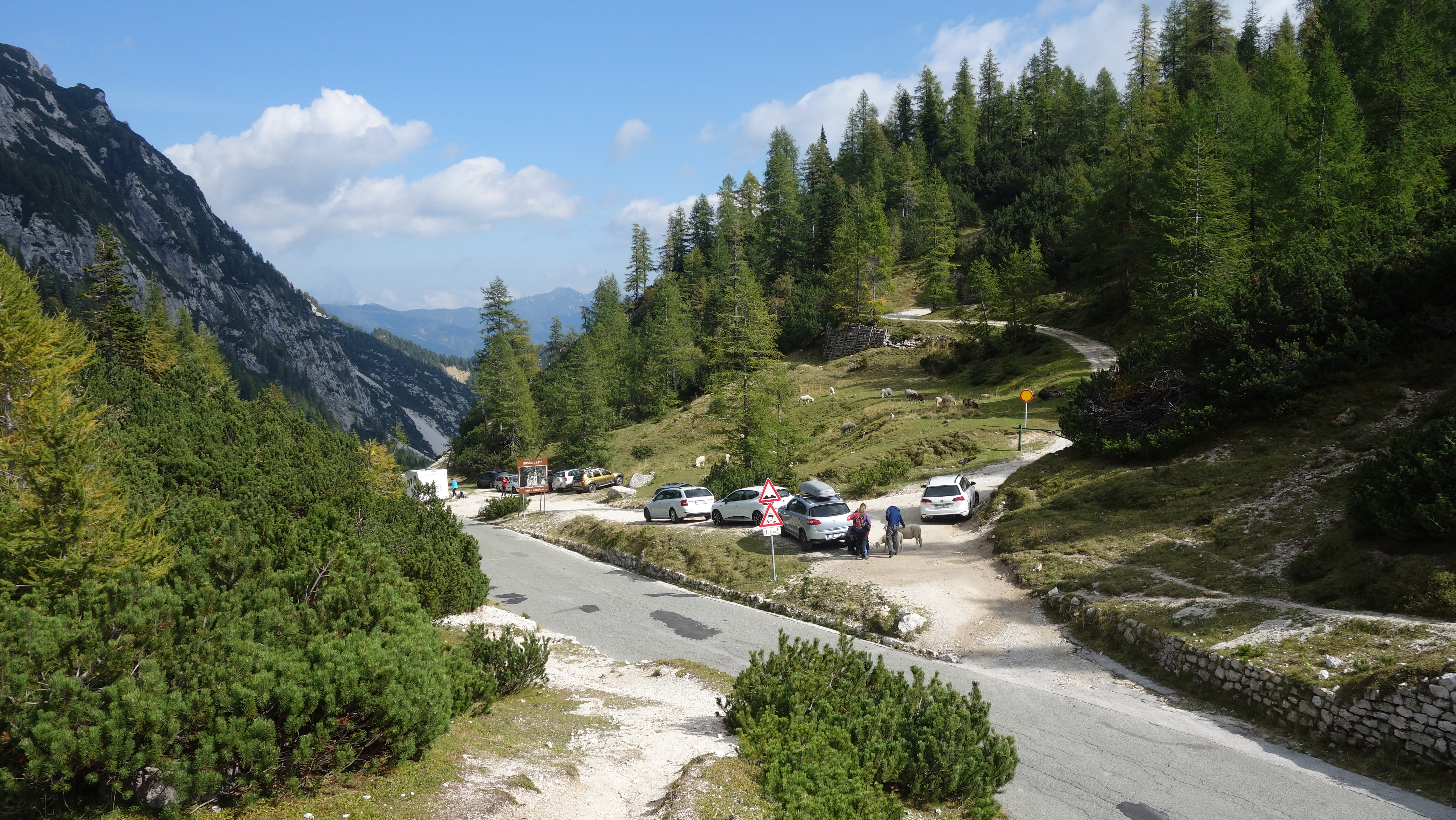
Blick auf den Pass
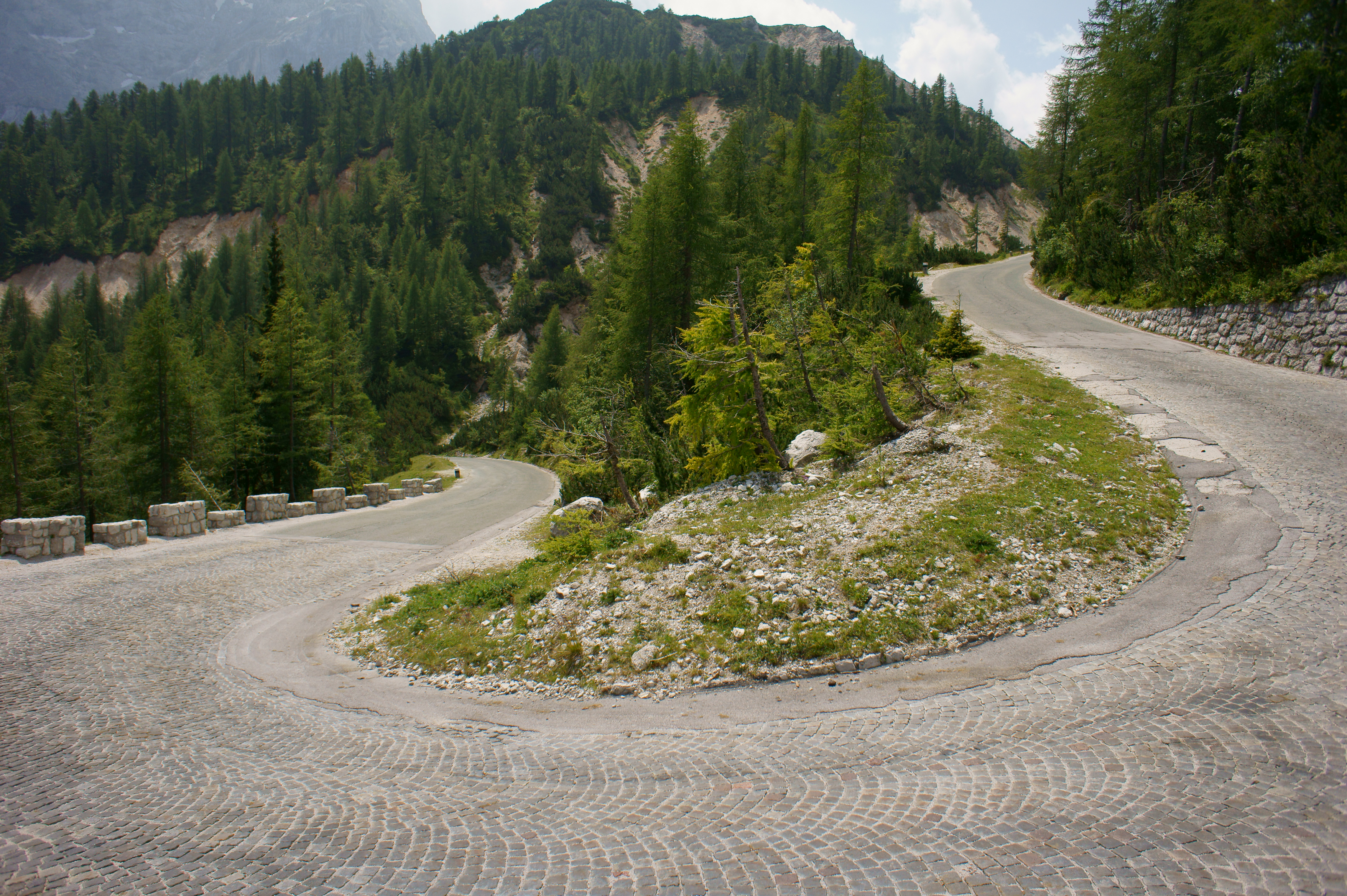
Haarnadelkurve auf der Passstraße
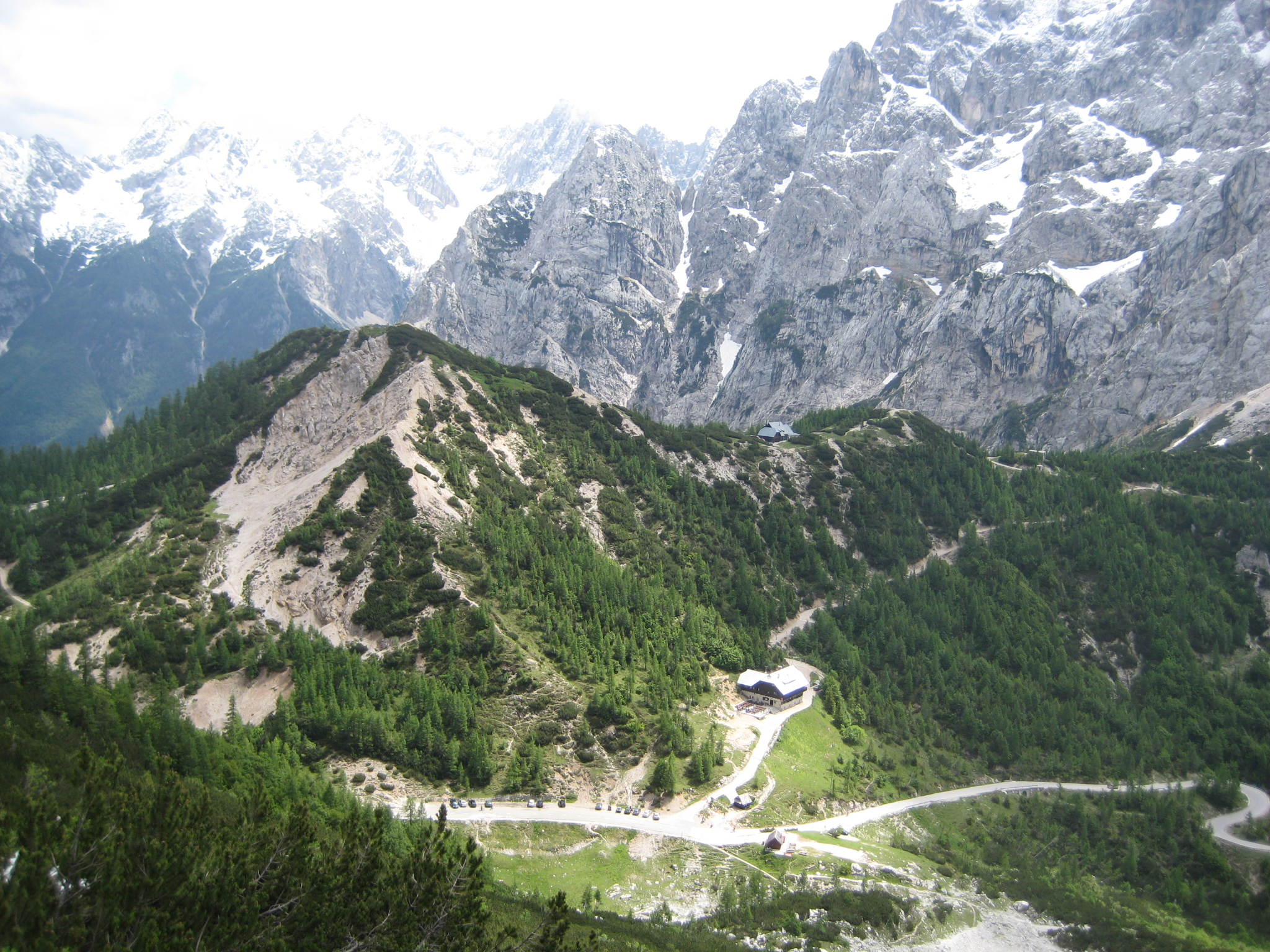
Blick auf den Pass von oben

## Sonstiges
- In der Kurve 48 erinnert ein Denkmal an den Bergsteiger, Schriftsteller und Erschließer der Julischen Alpen, Julius Kugy.[7]
- Auf Höhe der Kurve 49 gibt es eine Zufahrt zur Hauptquelle der Soča. Aus einer engen Felsspalte stürzt sie als Wasserfall in die enge Schlucht.[8]